# Tonikaku Kawaii: Fly Me to the Moon
Tonikaku Kawaii: Fly Me to the Moon (トニカクカワイイ Fly Me to the Moon, litt. « Elle est mignonne quoi qu'il en soit : Envole-moi vers la Lune ») est une série de manga écrite et illustrée par Kenjirō Hata (ja). L'histoire suit le génie adolescent Nasa Yuzaki et sa relation en cours de développement avec sa nouvelle épouse pourtant inconnue, Tsukasa, qui l'a sauvé dans un accident de la route au début de l'histoire. Le manga est actuellement prépubliée dans le magazine Weekly Shōnen Sunday de Shōgakukan depuis le 14 février 2018.
Une adaptation en série télévisée d'animation par Seven Arcs est diffusée entre le 3 octobre et le 19 décembre 2020 au Japon. Une seconde saison est diffusée entre le 8 avril et le 24 juin 2023.

## Synopsis
Par une nuit d'hiver enneigée, Nasa Yuzaki, un garçon au prénom particulier, fait la rencontre d'une belle fille dont il tombe amoureux au premier regard, Tsukasa Tsukuyomi, juste avant son examen d'entrée au lycée. Alors que Nasa traverse la route pour l'interpeller, il se fait renverser par un camion. Après que la fille l'a sauvé, Nasa, qui la compare à la princesse Kaguya, décide de la poursuivre même s'il est grièvement blessé pour la rejoindre à un arrêt de bus ; il finit par lui avouer son amour et la demande de sortir avec lui. La jeune fille lui impose une condition drastique, celui de « se marier d'abord avant d'entamer une relation », ce que Nasa accepte sans hésitation avant de s'évanouir.
Lorsque Nasa, qui avait précédemment décidé de ne pas aller au lycée pour chercher Tsukasa, atteint ses 18 ans, il pense toujours à la promesse qu'il a faite cette nuit-là. Puis, Tsukasa se présente soudainement à la porte de sa maison avec un formulaire de mariage, commençant leur relation et leur mariage. Quand bien même les nombreux mystères qui subsistent, Nasa et Tsukasa forment désormais un couple marié, passant ainsi leur vie quotidienne ensemble pour approfondir leur relation.

## Personnages
Nasa Yuzaki (由崎 星空, Yuzaki Nasa)
Voix japonaise : Junya Enoki,, voix française : Gabriel Bismuth-Bienaimé
Personnage principal de la série. Il est complexé par le prénom que ses parents lui ont donné, qui s'écrit « Hoshizora » (星空, « Ciel étoilé ») mais se lit « Nasa » (ナサ) ; c'est pourquoi il s'est donné pour objectif de devenir une meilleure personne que la NASA en étant quelqu'un de persévérant. Il se répète souvent qu'il deviendra « l'homme qui atteindra la vitesse de la lumière avant la NASA » (「NASAより早く光速になる男」, “Nasa yori hayaku kōsoku ni naru otoko”). Bien que sa réussite académique est reconnue par son entourage, il est un cas désespéré pour certains sujets.
Il a eu le coup de foudre pour Tsukasa, et lui a demandé de sortir avec lui-même en étant grièvement blessé à cause de l'accident de la route. Puis, il retrouve Tsukasa le jour de ses 18 ans et a immédiatement soumis une déclaration de mariage pour la raison « qu'elle était mignonne quoi qu'il en soit » (とにかく可愛い, Tonikaku kawaii), formant officiellement un couple sans se bien connaître. Il est appelé « Danna-sama » (だんな様, litt. « Mon cher mari ») par Tsukasa. Depuis son mariage, il devient incroyablement maladroit avec Tsukasa, quelque peu collant dans une certaine mesure parce qu'il craint qu'elle ne disparaisse à nouveau en le laissant seul, mais il fait de son mieux pour la rendre heureuse.
Tsukasa Yuzaki (由崎 司, Yuzaki Tsukasa)
Voix japonaise : Akari Kitō (ja),, voix française : Anaïs Delva
Héroïne de la série, son nom de jeune fille est Tsukuyomi (月読). Elle assiste à l'accident de la route de Nasa et parvient à le sauver, mais elle disparaît par la suite. Cependant, à la suite de la promesse de « mariage » avec Nasa, elle réapparaît soudainement devant l'appartement de Nasa, se marie et forme ainsi un couple avec lui.
Elle devient rapidement gênée quand Nasa la complimente. Si au début Nasa l'appelait « Tsukasa-san » (司さん), il finit par changer en « Tsukasa-chan » (ちゃん) après que le couple s'est décidé à modifier leur façon de s'appeler. Après avoir épousé Nasa, elle commence à montrer de nouvelles facettes, telles que son amour pour les films et les mangas. Elle n'aime pas non plus l'idée de dépenser beaucoup d'argent pour les nécessités. Plus tard, ses pensées tout en observant Nasa montrent clairement qu'elle l'aime pour être une bonne âme au cœur pur. Lorsque Tsukasa a pu rencontrer les parents de la Nasa, son père l'a remerciée en privé pour lui avoir sauvé la vie tout en donnant sa bénédiction à leur vie de jeunes mariés. Tout au long de l'histoire, d'innombrables mystères autour d'elle sont développés au point de la comparer à la princesse Kaguya.
Kaname Arisugawa (有栖川 要, Arisugawa Kaname)
Voix japonaise : Yū Serizawa (ja),, voix française : Clara Soares
Une cadette de Nasa au collège et la principale réceptionniste du sentō familial. Elle est la principale supportrice de Nasa dans sa relation au point où elle éduque à la fois Nasa et Tsukasa afin de faire progresser leur relation, ainsi que de tenter de créer des situations de force avec le même but qu'est le développement de leur relation.
Aya Arisugawa (有栖川 綾, Arisugawa Aya)
Voix japonaise : Sumire Uesaka,, voix française : Leslie Lipkins
Une camarade de classe de Nasa et profondément tête en l'air, elle a des sentiments explicites pour Nasa. Cependant, elle comprend les circonstances, soutenant pleinement sa relation avec Tsukasa.
Chitose Kaginoji (鍵ノ寺 千歳, Kaginoji Chitose)
Voix japonaise : Konomi Kohara,, voix française : Caroline Combes
La cousine adoptive de Tsukasa, qu'elle considère comme sa sœur. Elle désapprouve avec jalousie leur mariage et ordonne à ses domestiques Aurora et Charlotte de discréditer Nasa. Elle considérait Nasa avec beaucoup plus de bienveillance jusqu'à ce qu'elle apprenne le mariage. Sa relation réelle avec Tsukasa n'est pas encore claire, bien que les deux partagent la même grand-tante, Tokiko.

## Productions et supports

### Manga
Tonikaku Kawaii, écrit et dessiné par Kenjirō Hata (ja), est prépublié depuis le 12e numéro de 2018 du magazine de prépublication de shōnen manga, le Weekly Shōnen Sunday, paru le 14 février 2018. Les chapitres sont rassemblés et édités dans le format tankōbon par Shōgakukan avec le premier volume publié en mai 2018 ; la série compte à ce jour trente-deux volumes tankōbon.
En Amérique du Nord, le manga est publié numériquement par la maison d'édition VIZ Media depuis septembre 2020 sous le titre Fly Me to the Moon,. En France,  il est édité par Noeve Grafx depuis juillet 2022.

#### Liste des volumes
| no | Japonais          | Japonais          | Français         | Français          |
| no | Date de sortie    | ISBN              | Date de sortie   | ISBN              |
| --- | ----------------- | ----------------- | ---------------- | ----------------- |
| 1 | 18 mai 2018       | 978-4-09-128263-7 | 22 juillet 2022  | 978-2-38316-224-7 |
| Liste des chapitres : - Chapitre 1 : 月の光は愛のメッセージ (Tsuki no hikari wa ai no messēji) - Chapitre 2 : 。。。したとさ めでたし めでたし (Shita to sa medetashi medetashi) - Chapitre 3 : それは、キユウベぇと契約するより簡単で、魔法少女になるより重い (Sore wa, kyuubee to keiyaku suru yori kantande, mahō shōjo ni naru yori omoi) - Chapitre 4 : 君だけが触れていい何か (Kimi dake ga furete ī nanika) - Chapitre 5 : かつて阿良々木くんは言いました。全部好きと (Katsute araragi-kun wa iimashita. Zenbu suki to) - Chapitre 6 : 夜中にドンキ行くとテンション上がる。深夜営業のスーパーとかも (Yonaka ni donki iku to tenshon agaru. Shin'ya eigyō no sūpā toka mo) - Chapitre 7 : りナちやんに起きてーと言われても寝る。断固として寝る (Rinachan ni okitē to iwa rete mo neru. Danko to shite neru) - Chapitre 8 : この世で一番美味しいものは、人の奢りで食べるご飯。あー、お寿司食べたいなあ (Konoyo de ichiban oishī mono wa, hito no ogori de taberu gohan. Ā, o sushi tabetai nā) |                   |                   |                  |                   |
| 2 | 17 août 2018      | 978-4-09-128384-9 | 28 octobre 2022  | 978-2-38316-226-1 |
| Liste des chapitres : - Chapitre 9 : 後輩には生意気であつてほしい。とにかくウザいくらい生意気であつてほしい。ただし美少女に限る (Kōhai ni wa namaikide atsute hoshī. Tonikaku Uza i kurai namaikide atsute hoshī. Tadashi bishōjo ni kagiru) - Chapitre 10 : リリンの文化の極み。三番湯くらいのアナタ (Ririn no bunka no kiwami. San-ban yu kurai no anata) - Chapitre 11 : 男女の間にある様々な問題はこういうところから始まる (Danjo no ma ni aru samazamana mondai wa kōiu tokoro kara hajimaru) - Chapitre 12 : 早くどこかへ帰りたい (Hayaku doko ka e kaeritai) - Chapitre 13 : それに撃たれると大変 (Sore ni uta reruto taihen) - Chapitre 14 : 約束 (Yakusoku) - Chapitre 15 : 止まるんじゃねぇぞ、と言った団長の命令がまだ残っていたから、止まらずに描いてみた (Tomaru n janee zo, to itta danchō no meirei ga mada nokotte itakara, tomarazu ni kaitemita) - Chapitre 16 : 恐らく違う世界線では、とんでもなく不幸になつているのではないだろうかと思うくらい幸せな話 (Osoraku chigau sekai-sende wa, tondemonaku fukō ni Natsute iru node wanaidarou ka to omou kurai shiawasena hanashi) - Chapitre 17 : オザクンの『愛し愛されて生きるのさ』とかち聞きながら読んでもらえると嬉しい (Ozakun no “aishi aisa rete ikiru no sa” to kachi kikinagara yonde moraeruto ureshī) - Chapitre 18 : after this (after this) |                   |                   |                  |                   |
| 3 | 18 octobre 2018   | 978-4-09-128557-7 | 7 avril 2023     | 978-2-38316-286-5 |
| Liste des chapitres : - Chapitre 19 : なんだこの話？ (Nan-dako no hanashi?) - Chapitre 20 : サプライズだから突然に (Sapuraizudakara totsuzen ni) - Chapitre 21 : 二人の旅立ち。俺たちの戦いはこれからだ！ご愛読ありが。。。 (Futari no tabidachi. Oretachi no tatakai wa korekarada! Go aidoku ari ga...) - Chapitre 22 : 東京ー京都間が1600円つてどうやつて成り立つているのか不思議 (Tōkyō ｰ Kyōto-kan ga 1600-entsute dō yatsute naritatsute iru no ka fushigi) - Chapitre 23 : フードコートという人類の発明で4番目くらいにテンシヨンが上がる場所 (Fūdokōto to iu jinrui no hatsumei de 4-banme kurai ni tenshiyon ga agaru basho) - Chapitre 24 : この話のためだけに海老名まで行ってきた (Kono-wa no tame dake ni Ebina made ittekita) - Chapitre 25 : 年齢ち重ねれば重ねるほど京都はよくなるよね。 (Nenrei chi kasanereba kasaneru hodo Kyōto wa yoku naru yo ne.) - Chapitre 26 : 全ては君ち愛するために (Subete wa kimi chi aisuru tame ni) - Chapitre 27 : ただいき (Tada iki) - Chapitre 28 : 親の経験、子知らず。まぁ、知りたくないけど (Oya no keiken , koshirazu . mā , shiritakunaikedo) |                   |                   |                  |                   |
| 4 | 18 janvier 2019   | 978-4-09-128778-6 | 17 novembre 2023 | 978-2-38316-399-2 |
| Liste des chapitres : - Chapitre 29 : 父は黒沢と同じくらい人望が欲しい (Chichi wa Kurosawa to onaji kurai jinbō ga hoshī) - Chapitre 30 : 全ては消えてなって。。。 (Subete wa kiete natte...) - Chapitre 31 : 原因はきっと任意ラヂヲを広めなつたから。えにー (Gen'in wa kitto nin'irajiwo o hirome Natsutakara. E nī) - Chapitre 32 : 恋は雨上がりのように、ってわけにはいかない (Koi wa ameagari no yō ni, tte wake ni wa ikanai) - Chapitre 33 : ラブストーリーは突然に終了。ところがどっこい。。。。。。夢じゃありません。。。。。。！ 現実です。。。。。。！ これが現実。。。。。。！ (Rabusutōrī wa totsuzen ni shūryō. Tokoroga dokkoi... ... Yume jārimasen... ... ! Genjitsudesu... ... ! Kore ga genjitsu......!) - Chapitre 34 : ベーマガではプログラムを組まず影さんの漫画ばっか読んでた (Bēmagade wa puroguramu o kumazu kage-san no manga bakka yondeta) - Chapitre 35 : 命の洗濯で旅行に行って家に帰って服を洗濯 (Inochi no sentaku de ryokō ni itte ie ni kaette fuku o sentaku) - Chapitre 36 : 努力しなくても可愛いのは猫だけ (Doryoku shinakute mo kawaii no wa neko dake) - Chapitre 37 : このトンカツを作ったやつは誰だ〜！と言って雄山が怒鳴り込んで来ない (Kono tonkatsu o tsukutta yatsu wa dareda 〜! To itte Yūzan ga donarikonde konai) - Chapitre 38 : 家路 (Ieji)                            |                   |                   |                  |                   |
| 5 | 18 mars 2019      | 978-4-09-129087-8 | 22 mars 2024     | 978-2-38316-572-9 |
| Liste des chapitres : - Chapitre 39 : 3文は約90円。90円くらいで早起きしていられるか。 (3 Bun wa yaku 90-en. 90-En kurai de hayaoki shite i rareru ka.) - Chapitre 40 : いい夫婦の日。ベスト・パートナー・オブ・ザ・イヤーに選ばれたい。秋… (Īfūfunohi. Besuto pātonā Obu za iyā ni eraba retai. Aki…) - Chapitre 41 : う！た！げ！の！と！き！だ――!!!! (U! Ta! Ge! No! To! Ki! Da――!!!!) - Chapitre 42 : バカのこの手が光ってうなる。お前を倒せと輝き叫ぶ！ (Baka no kono-te ga hikatte unaru. Omae o taose to kagayaki sakebu!) - Chapitre 43 : 水族館デートを描くために水族館に行った回数2回。誰かと一緒に行ったことはない (Suizokukan dēto o kaku tame ni suizokukan ni itta kaisū 2-kai. Dare ka to issho ni itta koto wanai) - Chapitre 44 : 嵐のようにツッコンでそのボケをあきらめないーさー (Arashi no yō ni tsukkon de sono boke o akiramenaī sā) - Chapitre 45 : 信じるか信じないかあなたしだい (Shinjiru ka shinjinai ka anata-shidai) - Chapitre 46 : 今週は8Pのシコートシコート (Konshū wa 8 P no shikōtoshikōto) - Chapitre 47 : ずっとメイド服描いてる気がする (Zutto meido-fuku kai teru ki ga suru) - Chapitre 48 : 幸せについて (Shiawase ni tsuite) |                   |                   |                  |                   |
| 6 | 18 juin 2019      | 978-4-09-129164-6 | -                | 978-2-38316-775-4 |
| Liste des chapitres : - Chapitre 49 : 可愛いは正義、だと思う (Kawaii wa seigi,da to omō) - Chapitre 50 : 由崎の花嫁。星空と書いてナサと読むきん！ (Yuzaki no hanayome. Hoshizora to kai te Nasa to yomu kin!) - Chapitre 51 : 元気が一番 (Genki ga ichiban) - Chapitre 52 : 甘えてくる無防備なものは大体可愛い (Amaete kuru mubōbina mono wa daitai kawaii) - Chapitre 53 : 猫 vs 夫婦 (Neko vs fūfu) - Chapitre 54 : セーラー服は可愛い (Sērā-fuku wa kawaii) - Chapitre 55 : このためだけに10年ぶりくらいに舞浜の夢の国に行った。一人で。雨の中で。 (Kono tame dake ni 10-nen-buri kurai ni Maihama no yume no kuni ni itta. Hitori de. Ame no naka de.) - Chapitre 56 : 負けられない戦いがいおんなとこにある (Make rarenai tatakai ga ion'na toko ni aru) - Chapitre 57 : 花火が消える前に (Hanabi ga kieru mae ni) - Chapitre 58 : 新時代に伝えたいイチャコラ (Shin jidai ni tsutaetai ichakora) |                   |                   |                  |                   |
| 7 | 16 août 2019      | 978-4-09-129315-2 |                  |                   |
| Liste des chapitres : - Chapitre 59 : どれだけスマホが便利になっても厳しい (Dore dake sumaho ga benri ni natte mo kibishī) - Chapitre 60 : なんじゃこりゃ (Nan ja korya) - Chapitre 61 : 深夜に送ったポエムなラインが死因の1つ (Shin'ya ni okutta poemuna rain ga shiin no 1tsu) - Chapitre 62 : 魔性の天然はたちが悪い (Mashō no ten'nen wa tachigawarui) - Chapitre 63 : 今回はふせ字が多そうなんですがどうぜしょうか？ (Konkai wa fuse ji ga ō-sōna ndesuga dō ze shou ka?) - Chapitre 64 : 便りになるたぁ (Tayori ni naruta a) - Chapitre 65 : もまれたいし もみたい (Moma reta ishi mo mitai) - Chapitre 66 : 頭はいい子なのである (Atama wa ī kona nodearu) - Chapitre 67 : 6月超暑い (6 Tsuki chō atsui) - Chapitre 68 : だから私にも見える (Dakara watashi ni mo mieru) - Chapitre 69 : フクフク沸く沸く (Fukufuku wakuwaku) |                   |                   |                  |                   |
| 8 | 18 octobre 2019   | 978-4-09-129433-3 |                  |                   |
| Liste des chapitres : - Chapitre 70 : 時のラビリンス (Toki no rabirinsu) - Chapitre 71 : 幾星霜の果ての果て (Ikuseisō no hate no hate) - Chapitre 72 : 草津温泉名人の称号を僕はもらいました。 (Kusazuonsen meijin no shōgō o biku wa moraimashita.) - Chapitre 73 : 月影の下で (Tsukikage no shite de) - Chapitre 74 : 好きとか嫌いとか最初に言い出したのは誰なのか知らないけど好きとか言った方がいい (Suki toka kirai toka saisho ni iidashita no wa darena no ka shiranaikedo suki toka itta kata ga ī) - Chapitre 75 : 君を想う (Kimi o omō) - Chapitre 76 : もっとTO LOVEりたかった (Motto TO LOVE Eritakatta) - Chapitre 77 : 27°C設定だと暑く、26°Cだと寒い (27 Doshī setteida to atsuku, 26 Doshī dato samui) - Chapitre 78 : 暑い日が続きますね (Atsui hi ga tsudzukimasu) - Chapitre 79 : 友達の友達は他人 (Tomodachi no tomodachi wa tanin) |                   |                   |                  |                   |
| 9 | 17 janvier 2020   | 978-4-09-129544-6 |                  |                   |
| Liste des chapitres : - Chapitre 80 : 宵かがり (Yoi kagari) - Chapitre 81 : 可愛いってすごいと、本田翼ちゃんのYouTubeチャンネルを見て思う (Kawaī tte sugoito , honda tsubasa chan no YouTube channeru o mite omō) - Chapitre 82 : 少年たちへ、本当に役に立つ知識とはこんなやつだと思う (Shōnen-tachi e, hontōni yakunitatsu chishiki to wa kon'na yatsuda to omō) - Chapitre 83 : 一朝一夕でできるようになると思うなかれ (IKcchōisseki de dekiru yō ni naru to omō nakare) - Chapitre 84 : お嫁さんがウザいだんな様の話 (O yomesan ga uza i danna sama no hanashi) - Chapitre 85 : 嫌じゃない嫌を見極める修行。間違えると死ぬ (Iya janai iya o mikiwameru shugyō. Machigaeru to shinu) - Chapitre 86 : サ道とラブコメは哲学 (Sadō to rabu kome wa tetsugaku) - Chapitre 87 : なん困っていると困ってしまう。 (Nan komatte iru to komatte shimau.) - Chapitre 88 : バカじゃないけど、風邪はひく (Baka janaikedo, kaze wa hiku) - Chapitre 89 : ファレプシス (Farepushisu) |                   |                   |                  |                   |
| 10 | 18 mars 2020      | 978-4-09-129565-1 |                  |                   |
| Liste des chapitres : - Chapitre 90 : 40代になると常に体のどっかが痛い (40-Dai ni naruto tsuneni karada no dokka ga itai) - Chapitre 91 : 目玉焼きの黄身はさいごに丸飲み (Medamayaki no kimi wa sai go ni marunomi) - Chapitre 92 : 全てを餅った日 (Subete o mochi tta hi) - Chapitre 93 : 常に色々したい (Tsunemi iroiro shitai) - Chapitre 94 : 若い時の経験のつみ重ねで人は歪んでいく (Wakai toki no keikan no tsumi kasane de hito wa yugande iku) - Chapitre 95 : 天然こわい (Ten'nen kowai) - Chapitre 96 : 夜空のむこう (Yozora bi mukō) - Chapitre 97 : ヤマヲススメ (Yama wo susume) - Chapitre 98 : 夫婦の森。人魚の森っぽく怪しい雰囲気にしたかったけど、そうはならなかった森 (Fūfu no mori. Ningyo no mori ppoku ayashī fun'iki ni shitakattakedo, sō wa naranakatta mori) - Chapitre 99 : ありがとう (Arigatō) |                   |                   |                  |                   |
| 11 | 18 mai 2020       | 978-4-09-850070-3 |                  |                   |
| 12 | 18 août 2020      | 978-4-09-850171-7 |                  |                   |
| 13 | 16 octobre 2020   | 978-4-09-850269-1 |                  |                   |
| 14 | 18 décembre 2020  | 978-4-09-850284-4 |                  |                   |
| 15 | 16 avril 2021     | 978-4-09-850396-4 |                  |                   |
| 16 | 17 juin 2021      | 978-4-09-850591-3 |                  |                   |
| 17 | 18 août 2021      | 978-4-09-850641-5 |                  |                   |
| 18 | 18 novembre 2021  | 978-4-09-850734-4 |                  |                   |
| 19 | 18 février 2022   | 978-4-09-850871-6 |                  |                   |
| 20 | 17 juin 2022      | 978-4-09-851156-3 |                  |                   |
| 21 | 15 septembre 2022 | 978-4-09-851263-8 |                  |                   |
| 22 | 16 décembre 2022  | 978-4-09-851478-6 |                  |                   |
| 23 | 16 mars 2023      | 978-4-09-851770-1 |                  |                   |
| 24 | 16 juin 2023      | 978-4-09-852122-7 |                  |                   |
| 25 | 15 septembre 2023 | 978-4-09-852841-7 |                  |                   |
| 26 | 18 décembre 2023  | 978-4-09-853048-9 |                  |                   |
| 27 | 18 mars 2024      | 978-4-09-853176-9 |                  |                   |
| 28 | 18 juin 2024      | 978-4-09-853376-3 |                  |                   |
| 29 | 18 septembre 2024 | 978-4-09-853572-9 |                  |                   |
| 30 | 18 décembre 2024  | 978-4-09-853804-1 |                  |                   |
| 31 | 18 mars 2025      | 978-4-09-854020-4 |                  |                   |
| 32 | 18 juin 2025      | 978-4-09-854151-5 |                  |                   |
| 33 | 18 septembre 2025 | 978-4-09-854239-0 |                  |                   |

### Anime
En mars 2020, une adaptation en série télévisée d'animation est annoncée par Shōgakukan pour octobre 2020,. Elle est réalisée par Hiroshi Ikehata au sein du studio Seven Arcs, avec Kazuho Hyōdō gérant les scripts, Masakatsu Sasaki pour les character designs, Goichi Iwahata pour les accessoires, et Endō. composant la bande originale,. Elle est diffusée au Japon entre le 3 octobre et le 19 décembre 2020 sur Tokyo MX, et également sur ytv et BS-NTV,. Coproductrice de la série, la plateforme Crunchyroll diffuse la série en simulcast sous le titre TONIKAWA: Over The Moon For You parmi ses Crunchyroll Originals ; des versions doublées en anglais, espagnol, portugais, français et allemand sont aussi diffusées par la plateforme américaine depuis le 20 novembre 2020.
Une version Blu-ray regroupant la saison 1 est parue le 22 mars 2021 au Japon.
Après la diffusion du dernier épisode de la série, le 19 décembre 2020, il est annoncé qu'un OAV est en cours de production. L'épisode est prévu pour le 18 août 2021. Une version Blu-ray de l'OAV est prévue pour le 18 août 2021 au Japon. En France, l'épisode 13 est diffusée le 24 août 2021 sur Crunchyroll.
La chanson de l'opening, intitulée Koi no uta (feat. Tsukasa Yuzaki) (恋のうた（feat.由崎司）), est réalisée par le DJ Yunomi (ja) avec Akari Kitō (ja) sous le nom de son personnage, tandis que celle de l'ending, intitulée Tsuki to hoshizora (月と星空), est interprétée par KanoeRana (ja).
Le 19 décembre 2020, un épisode supplémentaire au format original video animation (OVA) est annoncé. Il paraît le 18 août 2021. Le 6 novembre 2021, un nouvel épisodes et une seconde saison, pour laquelle l'équipe et les voix de la première saison reprennent leurs rôles respectifs, sont annoncés. Le nouvel épisode, intitulé L’Uniforme (制服, Seifuku), initialement prévu pour une diffusion sur Crunchyroll dans le troisième trimestre de 2022, est finalement diffusé le 22 novembre 2022. La deuxième saison est diffusée entre le 8 avril et le 24 juin 2023. Kitō, voix de Tsukasa Yuzaki, interprète l'opening Setsuna no chikai (刹那の誓い, litt. « Le serment d'un instant »), et l'ending Yoru no katasumi (夜のかたすみ, litt. « Au coin de la nuit »).

#### Liste des épisodes

##### Saison 1
| No                           | Titre français         | Titre japonais           | Titre japonais           | Date de 1re diffusion |
| No                           | Titre français         | Kanji                    | Rōmaji                   | Date de 1re diffusion |
| ---------------------------- | ---------------------- | ------------------------ | ------------------------ | --------------------- |
| 1                            | Mariage                | 結婚                     | Kekkon                   | 3 octobre 2020        |
| [Chapitres 1-2-3-4]          |                        |                          |                          |                       |
| 2                            | Première Nuit          | 初夜                     | Shoya                    | 10 octobre 2020       |
| [Chapitres 5-6-7-8]          |                        |                          |                          |                       |
| 3                            | Sœurs                  | 姉妹                     | Shimai                   | 17 octobre 2020       |
| [Chapitres 8-9-10-11]        |                        |                          |                          |                       |
| 4                            | Promesse               | 約束                     | Yakusoku                 | 24 octobre 2020       |
| [Chapitres 12-13-14]         |                        |                          |                          |                       |
| 5                            | La Bague               | 指輪                     | Yubiwa                   | 31 octobre 2020       |
| [Chapitres 15-16-17-18]      |                        |                          |                          |                       |
| 6                            | L'Annonce              | 報告                     | Hōkoku                   | 7 novembre 2020       |
| [Chapitres 19-20-21-22]      |                        |                          |                          |                       |
| 7                            | Voyage                 | 旅行                     | Ryokō                    | 14 novembre 2020      |
| [Chapitres 23-24-25-26]      |                        |                          |                          |                       |
| 8                            | Parents et Enfant      | 親子                     | Oyako                    | 21 novembre 2020      |
| [Chapitres 27-28-29-30]      |                        |                          |                          |                       |
| 9                            | La Routine             | 日常                     | Nichijō                  | 28 novembre 2020      |
| [Chapitres 31-32-33-35-36]   |                        |                          |                          |                       |
| 10                           | Le Chemin de la maison | 家路                     | Ieji                     | 5 décembre 2020       |
| [Chapitres 37-38-39-40-40.5] |                        |                          |                          |                       |
| 11                           | Amies                  | 友人                     | Yūjin                    | 12 décembre 2020      |
| [Chapitres 41-42-44]         |                        |                          |                          |                       |
| 12                           | Mari et Femme          | 夫婦                     | Fūfu                     | 19 décembre 2020      |
| [Chapitres 88-89-80]         |                        |                          |                          |                       |
| 13 (OVA)                     | Les Réseaux sociaux    | トニカクカワイイ ～SNS～ | Tonikaku kawaī ～ SNS ～ | 18 août 2021          |

##### Saison 2
| No      | Titre français                 | Titre japonais     | Titre japonais            | Date de 1re diffusion |
| No      | Titre français                 | Kanji              | Rōmaji                    | Date de 1re diffusion |
| ------- | ------------------------------ | ------------------ | ------------------------- | --------------------- |
| 0 (OVA) | L’Uniforme                     | 制服               | Seifuku                   | 22 novembre 2022      |
| 1       | All because of you             | All because of you |                           | 8 avril 2023          |
| 2       | Qu’est-ce que le bonheur ?     | 幸せについて       | Shiawase nitsuite         | 15 avril 2023         |
| 3       | Avant la fin du feu d’artifice | 花火が消える前に   | Hanabi ga kieru mae ni    | 22 avril 2023         |
| 4       | Où s’embrasser                 | キスする場所       | Kisu suru basho           | 29 avril 2023         |
| 5       | Émoi aux sources               | わくわく温泉名人   | Wakuwaku onsen meijin     | 6 mai 2023            |
| 6       | Sous le clair de lune          | 月影の下で         | Tsukikage no shita de     | 13 mai 2023           |
| 7       | S’ouvrir au monde              | 月影の下で         | Kakudai suru sekai        | 20 mai 2023           |
| 8       | Un "oui" sous-entendu          | 嫌じゃない嫌       | Iya janai iya             | 27 mai 2023           |
| 9       | Jour d’été                     | 夏の日             | Natsu no hi               | 3 juin 2023           |
| 10      | Merci                          | ありがとう         | Arigatō                   | 10 juin 2023          |
| 11      | Lune scintillante              | 月が輝く夜に       | Tsuki ga kagayaku yoru ni | 17 juin 2023          |
| 12      | Vers l’éternité                | 幾星霜の果ての果て | Ikuseisō no hate no hate  | 24 juin 2023          |

## Accueil
En août 2019, la série est classée 14e dans la catégorie « Comics » d'après les votes pour la cinquième édition des Next Manga Awards, organisés par le magazine Da Vinci de Media Factory et le site web Niconico,.
Le tirage total de la série a dépassé le million de copies en circulation en octobre 2019.